# Bania Herona

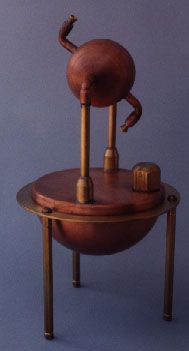
Współczesna replika Bani Herona

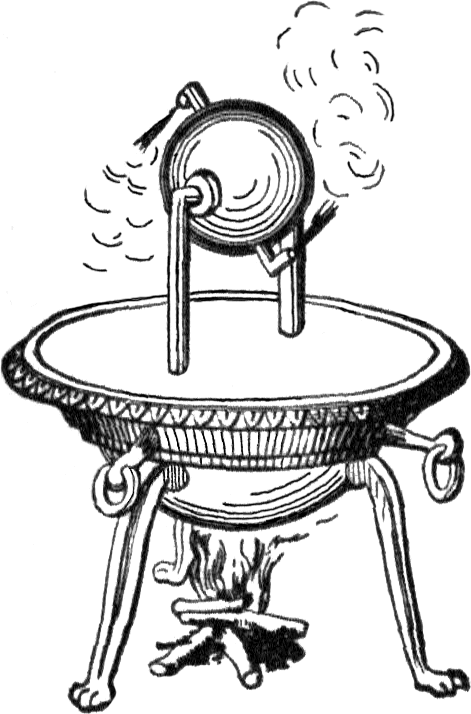
Rycina przedstawiająca banię w działaniu

Bania Herona, turbina Herona, aeolipila – pierwowzór turbiny parowej skonstruowany w I wieku około roku 60 n.e. przez Herona z Aleksandrii.
Urządzenie składało się z podgrzewanego ogniem kotła oraz właściwej turbiny w formie kuli zamocowanej na osi. Na jej obwodzie znajdowały się dwie dysze skierowane przeciwbieżnie. Powstająca w kotle para doprowadzana była do kuli przez wydrążone osie i wydostawała się z niej poprzez dysze. Wywołane przez wypływ pary z dysz siły odrzutu o tym samym kierunku, lecz przeciwnym zwrocie wytwarzały siłę ciągu i wprawiały kulę w ruch obrotowy.
W starożytności wynalazek nie znalazł żadnego praktycznego zastosowania, ze względu na zbyt małą moc oraz brak układu automatycznej regulacji prędkości turbiny. Przez wieki turbina Herona pozostała ciekawostką techniczną lub zabawką.